# Yenita
En mineralogía, yenita es un silicato de hierro y calcio conteniendo en variables siempre exíguas proporciones de manganeso y agua, sin que por ello se le considere un mineral hidratado, cuerpo bastante raro en la naturaleza, formando cristales o masas bacilares siempre en compañía del anfibol, hallado en la isla de Elba por Leliévre (le dio el nombre por la Batalla de Jena), incluido en el grupo de la ilvaíta o licorita, de cuyos cuerpos bien poco se diferencia y distingue, radicando sus caracteres peculiares en estas mismas pequeñas y casi imperceptibles modificaciones, las cuales solo afectan a la composición química, demostrando como puede ésta cambiar entre límites muy cercanos ciertamente, pero que sirven para distinguir a los minerales que se han citado y se han confundido, considerando una sólo y única especie mineralógica:
- Se asimila a la licorita y al ilvaíta y también a la verlita de Kobell (Geschichte der Mineralogie von 1650-1860, New York, 1965) cuyos nombres aunque convienen al hierro silíceocalizo de René Just Haüy (Traité de minéralogie) no son estrictamente el mismo cuerpo, por más que las diferencias de los caracteres apenas pueden ser notados en un examen comparativo y se requiera profundizar bastante en su estudio para apreciarlas debidamente y llegar a puntualizar ciertas variantes de caracteres, partiendo por de contado de la típica y peculiar del cuerpo que da nombre a especie mineralógica.
- El caso, que no se refiere a pura sinonimia, es frecuente de ciertos minerales y son aquellos cuya composición, ya algo complicada, se distinguen por la facilidad con que se altera por influjo de otros minerales, algunos de cuyos elementos puede venir a a sustituir, en todo o en parte a los primitivos o aún, como acontece en el caso presente mediante las solas influencias de los agentes exteriores y en particular del aire atmosférico

## Cristalización
Cristaliza en las formas típicas del sistema rómbico, si bien lo siguiente:
- Sus elementos se hallan un poco modificados respecto a los minerales del grupo anteriormente referido
- Son por lo común cristales prismáticos alargados
- Estriados longitudinalmente
- Muy a menudo de grandes dimensiones

## Brillo y color
- El brillo es metaloideo
- En algunas ocasiones vítreo en las superficies recientes de exfoliación, pasando a resinoso
- Tiene color negro aterciopelado
- Negro de pez cuando se le considera en masa o en fragmentos de cierto volumen

## Peso específico y dureza
- Peso específico hállase comprendido entre los números 3,9 y 4,1, dependiendo:
  - De la proporción de elementos extraños
  - En particular, del magnaneso, entre ellos el más pesado
- La dureza está entre los números 5,5 y 6 de la escala de Mohs

## Conductibilidad
- Conduce la electricidad
- Debido a ello es colocado en el grupo de los minerales llamados buenos conductores, pero ni por el frotamiento ni por el calor se electriza

## Magnetismo
- Es cuerpo magnético
- Semejante propiedad se manifiesta con poca intensidad en presencia de la aguja imanada

## Composición química
Contiene en 100 partes lo siguiente ( de más a menos):
- Protóxido de hierro
- Ácido silícico
- Sesquióxido de hierro
- Óxido de calcio
- Pequeñas cantidades de óxido manganeso y de agua
- Una de las primeras fórmulas aproximativas fue: H2OCa2Fe4Fe2Si4O18

## Caracteres químicos
- Por vía seca y empleando el fuego del soplete:
  - Se funde tranquilamente dando un globo obscuro de propiedades magnéticas no muy acentuadas
  - Usando como reactivos los flujos reductores manifiestan pronto los caracteres del hierro y del manganeso
- Por vía húmeda:
  - No resiste mucho la acción de los reactivos
  - Los ácidos descomponen el silicato de hierro y calcio descolorándolo en parte y dejando por residuo sílice en estado gelatinoso

## Algunos investigadores
- Karl Friedrich August Rammelsberg:
  - Estudio con mucho detenimiento el mineral y dedujo de sus análisis una serie de relaciones para el oxígeno del óxido y las bases.
  - Alguna obra de Karl:
    - Elemente de Kristallographie fur Chemiker, Berlín, 1883.
    - Handbuch der mineralchemie, Leipzig, 1875, 2 vols.
    - Handwörterbuch des chemischen..., Berlín, 1841, 2 vols.
- Georg Andreas Karl Staedler:
  - El oxígeno del agua estaría con el del ácido silícico en la relación 1 : 8 y el agua saturaría entre estas las relaciones del oxígeno
  - Alguna obra de Georg:
    - A system of qualitative chemical analysis,.., Minneapolis, 1901.
    - Leitfaden für die qualitative chemische Analyse.., Zürich, 1882.

## Verlita de Kobell
Wolfgang Franz von Kobell aplicó el nombre de verlita a una ilvaíta o lierita particular, silicato ferroso férrico y cálcico, conteniendo algo de manganeso y agua en proporción inferior al 2%, hallado en Elba:
- Escaso en la naturaleza
- Formando cristales o masas bacilares idénticos a los de la ilvaíta o lierita, con aspecto prismático
- Alguna obra de Kobell:
  - Franz von Kobell's Tafeln zur Bestimmung der Mineralien.., Münich, 1901.
  - Die mineralogie, Leipzig, 1878.
  - Die Mineraliensammlung des bayerischen Staates, Münich, 1872.
  - Instructions for the discrimination of minerals:.., Glasgow, 1841.